# Alessia Piovan

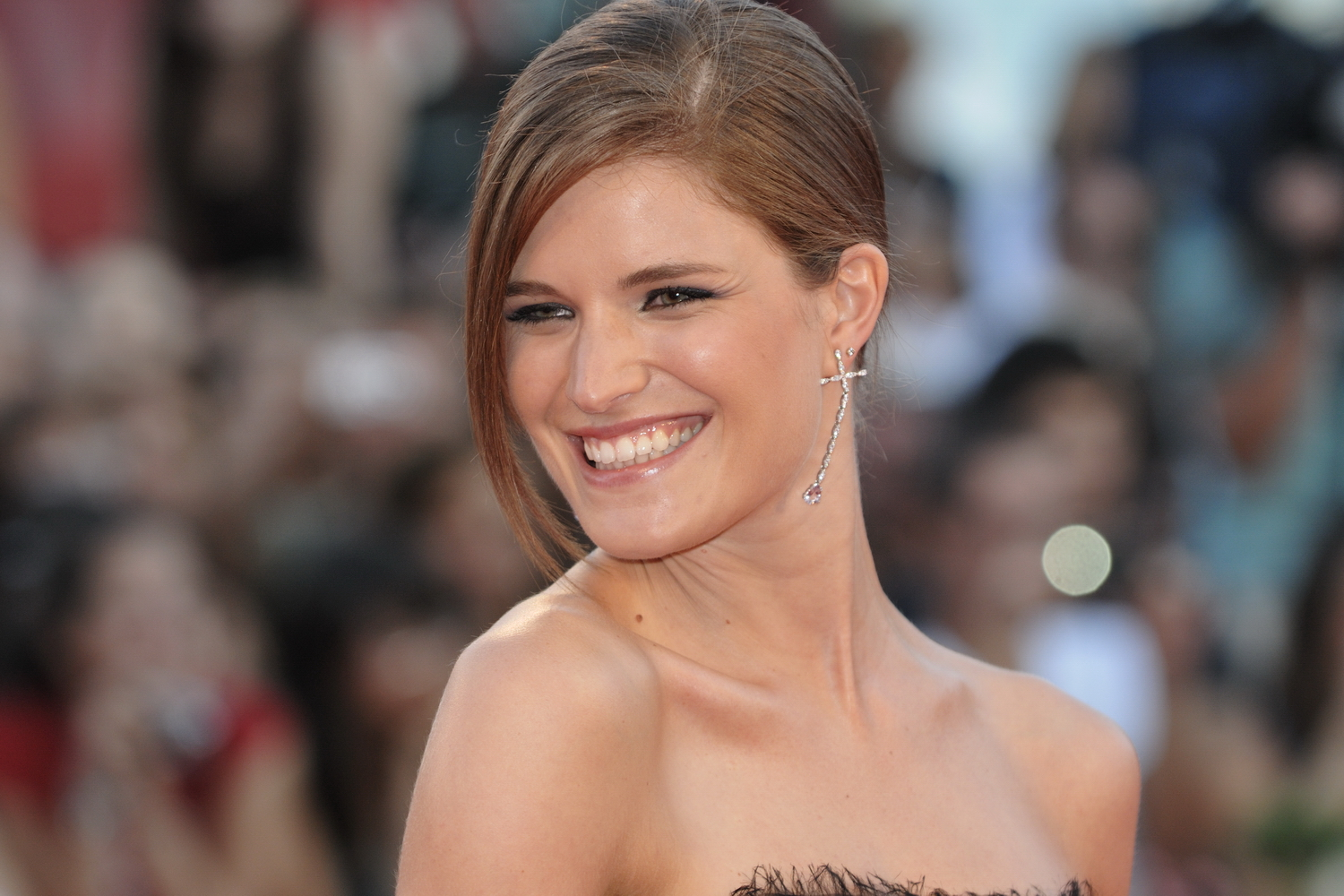
Alessia Piovan bei den 66. Filmfestspielen von Venedig 2009

Alessia Piovan (* 20. Mai 1985 in Noventa Vicentina, Venetien) ist ein italienisches Model und Schauspielerin.

## Leben und Karriere
Alessia Piovans Mutter ist Belgierin und ihr Vater Italiener.
Piovan begann ihre Karriere im Alter von 17 Jahren als Model in Mailand. Sie ist vor allem außerhalb Italiens berühmt und lebte ein Jahr in Paris. Weiterhin lebte sie in Mailand, London und New York City. Piovan posierte für berühmte Fotografen wie zum Beispiel Bruce Weber, Peter Lindbergh, Annie Leibovitz, Kenneth Willardt, Bruno Barbazan und viele andere. Sie posierte für den Lavazza Kalender 2009, der von Leibovitz fotografiert wurde und war Sprecherin der Kampagne gegen Anorexia nervosa für die Mailänder Modenschauen der 2009er Saison.
2007 gab Piovan ihr Schauspieldebüt im Film The Girl by the Lake. Im November 2009 wurde der Film Nine veröffentlicht, in dem Piovan die Rolle der Alessia spielt.

## Filmografie
- 2007: La ragazza del lago
- 2009: Nine
- 2014: Cam Girl
- 2017: L’amante perfetta (Kurzfilm)
- 2019: Engrenages (Fernsehserie, 3 Folgen)